# Reserved
Reserved ist ein polnisches Textilhandelsunternehmen aus Danzig, das zur Aktiengesellschaft LPP gehört. LPP hat etwa 1700 Reserved-Filialen weltweit; diese befinden sich meist in großen Einkaufszentren. Zu LPP gehören auch die Marken Tallinder, Cropp, House, Mohito und Sinsay. 

## Unternehmensgeschichte
Die Aktiengesellschaft LPP wurde 1991 unter dem Namen Mistral sp. z o.o. in Danzig gegründet und importierte zuerst nur Waren aus Asien. 1995 wurde der Name von Mistral sp. z o.o. in LPP geändert, ein Akronym aus Lubianiec, Piechocki und Partner. 1998 eröffnete die erste Reserved-Filiale in Polen. 2001 ging LLP an die Warschauer Wertpapierbörse; dann begann LPP mit der Expansion nach Mitteleuropa.
Zeittafel
- 1991 – Marek Piechocki und Jerzy Lubianiec gründen die Aktiengesellschaft Mistral sp. z o.o.[3]
- 1995 – Umänderung der Firma Mistral sp. z o.o. in LPP
- 1997 – offizielle Eröffnung des Büros von LPP in Shanghai
- 1998 – in Polen eröffnen die ersten Reserved-Filialen
- 2001 – erste Börsennotierung von LPP in der Warschauer Wertpapierbörse
- 2002 – Expansion der Marke Reserved nach Estland, Tschechien, Russland, Ungarn und Lettland
- 2003 – Expansion nach Litauen, Ukraine und in die Slowakei
- 2014 – Reserved eröffnet erste Filialen in Deutschland[4] und expandiert nach Kroatien
- 2017 – Reserved eröffnet erste Filiale in England[5]

## Filialnetz

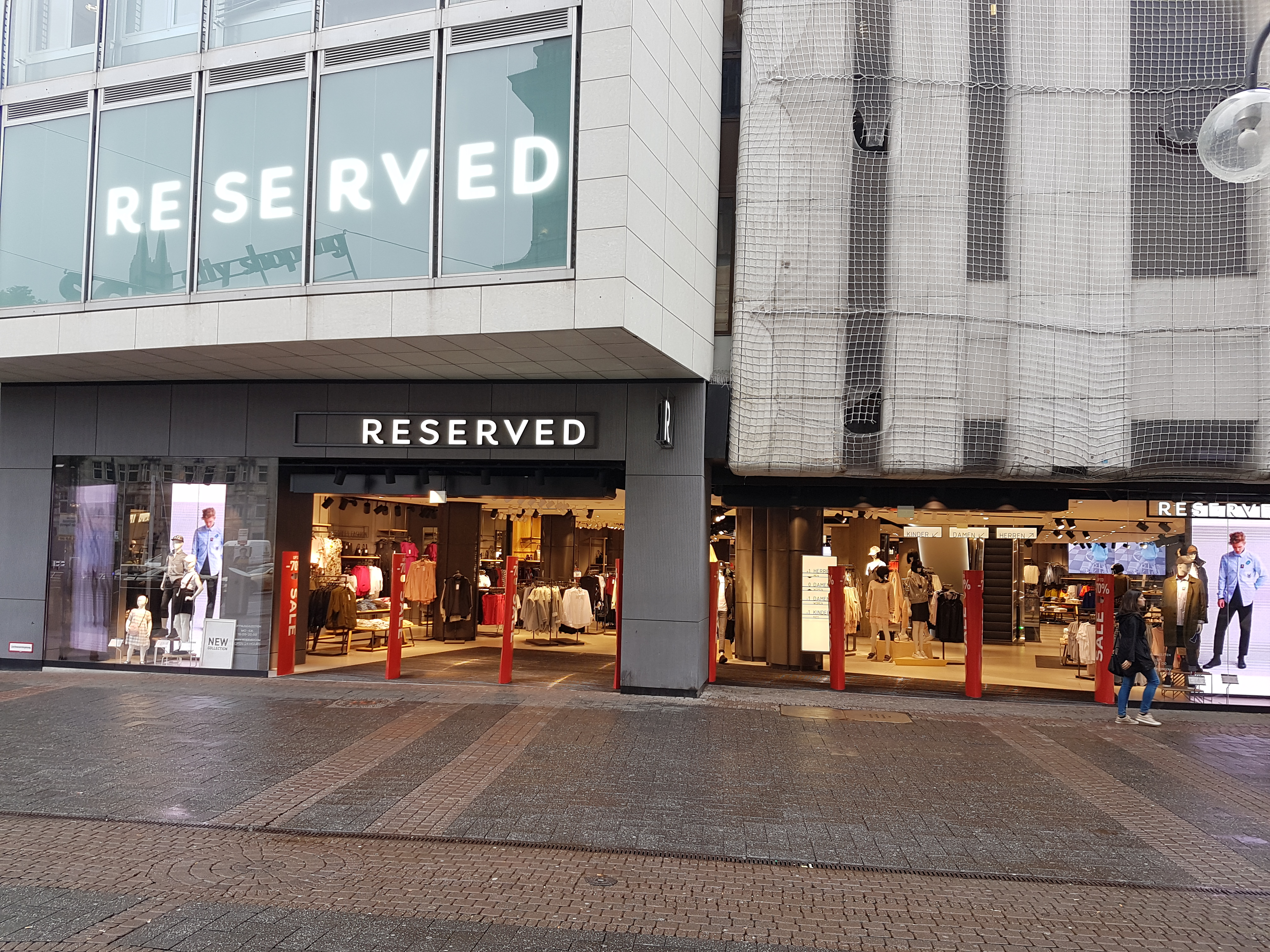
Flagship-Store in Köln

Weltweit betreibt Reserved rund 1.700 eigene Geschäfte und beschäftigt eigenen Angaben zufolge über 20.000 Mitarbeiter. In Deutschland gibt es 19 Reserved-Filialen, darunter auch Flagship-Stores in München, Hamburg, Köln und Berlin.
In folgenden Ländern hat Reserved Niederlassungen:
| Europa                 | Naher Osten und Nordafrika   |
| ---------------------- | ---------------------------- |
| Belarus                |                              |
| Bulgarien              | Ägypten                      |
| Deutschland            | Saudi-Arabien                |
| Estland                | Vereinigte Arabische Emirate |
| Kroatien               | Katar                        |
| Lettland               | Israel                       |
| Litauen                | Kuwait                       |
| Polen                  |                              |
| Rumänien               |                              |
| Slowakei               |                              |
| Slowenien              |                              |
| Tschechien             |                              |
| Ukraine                |                              |
| Ungarn                 |                              |
| Vereinigtes Königreich |                              |

Im September 2022 wurde bekannt, dass die Ladenlokale des Unternehmens unter neuem Label fortlaufend in Russland betrieben werden und weiterhin die Ware von Reserved anbieten.

## Sonstiges
Kate Moss ist seit 2017 das Gesicht von Reserved.